# 滝尾村 (岡山県)
滝尾村（たきおそん）は、岡山県勝田郡にあった村。
現在の津山市堀坂、三浦、妙原に当たる。
ここでは現在の津山市滝尾地区についても扱う。

## 沿革
- 1889年6月1日 - 町村制施行に伴い、勝北郡堀坂村、津川原村、妙原村が合併し、滝尾村となる。大字堀坂に役場を置く。
- 1900年4月1日 - 勝北郡が勝南郡と合併し、勝田郡となる。
- 1954年7月1日 - 周辺の9村とともに津山市へ編入される。

## 行政
行政区は堀坂、津川原、妙原。村長は以下の通りである。

### 村長
- 宰務剛兵[1]

## 滝尾地区
滝尾村の範囲を以って滝尾地区と呼ぶ。小学校は神庭地区とともに清泉小学区。中学校は津山東中学区。

### 隣接自治体・地区
- 津山市加茂地区（旧・東加茂村）
- 津山市神庭地区
- 津山市勝北地区
- 津山市成名地区

### 地区の地名
- 堀坂
- 津川原
- 妙原

### 人口
798人（2019年1月1日現在。住民基本台帳による。津山市調べ）。地名ごとの人口は各地名記事を参照。

## 交通

### 鉄道
- JR因美線 ： 美作滝尾駅、三浦駅

### 道路
廃止当時は未完成。地区内を走る高速道路なし。

#### 国道
- 国道429号

#### 県道
- 主要地方道
  - 岡山県道6号津山智頭八東線
- 一般県道
  - 岡山県道348号堀坂勝北線
  - 岡山県道450号三浦勝北線

## 河川・山岳

### 河川
- 加茂川

## 名所・旧跡・観光スポット・祭事・催事

### 観光スポット
- 美作滝尾駅（『男はつらいよ 寅次郎紅の花』のロケ地のひとつ）

## 寺院・神社

### 寺院
- 西法寺

### 神社
- 津川神社
- 堀坂神社

## その他
津山市への編入に伴い、津川原は三浦へ変更となった。
なお、村制廃止前は東隣に広戸村（現・津山市）大字広戸奥津川、また、津川川を挟んで、北隣に加茂町大字下津川（現・津山市加茂町下津川）と、津川のつく地名が3つ並んでいた。